# Сертоловское городское поселение
Се́ртоловское городское поселение или МО Се́ртолово — муниципальное образование со статусом городского поселения в составе Всеволожского муниципального района Ленинградской области России.
Административный центр — город Сертолово.

## География
Расположено в западной части Всеволожского района. Площадь поселения — 7300 га.
- Граничит
  - На севере — с Юкковским сельским поселением
  - На юге — с Санкт-Петербургом

По территории поселения проходят автодороги:
- 41К-074 (Песочный — Киссолово)
- 41А-180 (Парголово — Огоньки)

Расстояние от административного центра поселения до районного центра — 45 км.

## История
17 апреля 1996 года после принятия областного закона № 9-ОЗ «Об административно-территориальном устройстве Ленинградской области» было образовано муниципальное образование посёлок городского типа Сертолово. 7 декабря 1998 посёлок городского типа Сертолово отнесен к категории городов областного подчинения.
Сертоловское городское поселение как муниципальное образование было образовано 1 января 2006 года в соответствии с областным законом от 10 марта 2004 года. Областным законом от 15 июня 2010 года оно также было выделено и как административно-территориальная единица.
На местном уровне согласно уставу городское поселение имеет полное наименование — муниципальное образование Сертолово Всеволожского
муниципального района Ленинградской области; сокращённое наименование — МО Сертолово. 
На областном и федеральном уровнях муниципальное образование продолжает оставаться Сертоловским городским поселением.

## Население
| 2006    | 2010    | 2011    | 2012    | 2013    | 2014    | 2015    |
| ------- | ------- | ------- | ------- | ------- | ------- | ------- |
| 41 300  | ↗47 906 | ↗48 070 | ↗48 848 | ↗49 620 | ↗50 895 | ↗51 349 |
| 2016    | 2017    | 2018    | 2019    | 2020    | 2021    | 2023    |
| ↗51 538 | ↗51 760 | ↗52 993 | ↗54 956 | ↗57 078 | ↗68 704 | ↗71 393 |
| 2024    | 2025    |         |         |         |         |         |
| ↗72 088 | ↗72 752 |         |         |         |         |         |

## Состав городского поселения
В состав Сертоловского городского поселения входят 2 населённых пункта:
| № | Населённый пункт | Тип населённого пункта        | Население, 2025 г. |
| - | ---------------- | ----------------------------- | ------------------ |
| 1 | Западная Лица    | посёлок                       | ↗479               |
| 2 | Сертолово        | город, административный центр | ↗72 273            |

## Местное самоуправление
Глава муниципального образования — Коломыцев Сергей Васильевич. Глава администрации — Ходько Юрий Алексеевич. Телефон администрации: 593-29-02.
Адрес: Ленинградская область, Всеволожский район, г. Сертолово, ул. Молодцова 7/2.

## Экономика
На территории МО Сертолово осуществляют свою деятельность следующие предприятия:
- ООО «ЦБИ»
- Филиал ОАО «Главного управления обустройства войск» 211 КЖБИ
- ЗАО «Мир упаковки»
- ООО «Матрица»
- ОАО «Сертоловский водоканал»
- ОАО «Тепловые сети и котельные»
- ОАО «Сертоловские городские электрические сети»
- ОАО «Экотранс»
- ОАО «Комфорт»
- ООО «Уют-Сервис»
- ОАО «Сертоловское АТП»
- ООО «УСК»
- ООО «Вигорплант»
- корпорация «Гепард»